# Хамилтън (окръг, Ню Йорк)
Вижте пояснителната страница за други значения на Хамилтън.
Окръг Хамилтън (на английски: Hamilton County) е окръг в щата Ню Йорк, Съединени американски щати. Площта му е 4683 km², а населението - 4485 души (2017). Административен център е град Лейк Плезант.